# Hana Ramadan
Hana Ramadan (* 30. September 1997 in Alexandria) ist eine ägyptische Squashspielerin.

## Karriere
Hana Ramadan begann ihre Karriere im Jahr 2015 und gewann bislang sechs Titel auf der PSA World Tour. Ihre beste Platzierung in der Weltrangliste erreichte sie mit Rang 24 am 17. Oktober 2022. 2016 gelang ihr erstmals die Qualifikation für das Hauptfeld der Weltmeisterschaft.
Sie absolviert an der University of Nottingham ein Bachelorstudium der Physiotherapie.

## Erfolge
- Gewonnene PSA-Titel: 6